# Vrhpolje pri Šentvidu
Vrhpolje pri Šentvidu este o localitate din comuna Ivančna Gorica, Slovenia, cu o populație de 77 de locuitori.